# Steene
Steene település Franciaországban, Nord megyében. Lakosainak száma 1385 fő (2022. január 1.). Steene Armbouts-Cappel, Bierne, Crochte, Pitgam és Socx községekkel határos.

## Népesség
A település népessége az elmúlt években az alábbi módon változott:
| Lakosok száma | 1327 | 1315 | 1359 | 1354 | 1374 | 1371 | 1373 | 1365 | 1385 |
|               | 2013 | 2015 | 2016 | 2017 | 2018 | 2019 | 2020 | 2021 | 2022 |